# Brachyscleroma longiterebrae
Brachyscleroma longiterebrae là một loài tò vò trong họ Ichneumonidae.